# Пожмадор
Пожмадор — деревня в Прилузском районе республики Коми в составе сельского поселения Объячево.

## География
Находится на левобережье Лузы на расстоянии примерно 6 км на запад-северо-запад по прямой от центра района села Объячево. 

## Население
Постоянное население  составляло 24 человека (коми 100%) в 2002 году, 12 в 2010 .